# SPSS
SPSS (oryginalnie: Statistical Package for the Social Sciences; obecnie ta nazwa nie jest używana) – rozwijane od 1968 r. oprogramowanie do statystycznej analizy danych. Poza badaniami naukowymi jest często wykorzystywane w badaniach rynku i opinii, badaniach epidemiologicznych.
Typowa praca z SPSS jest pracą z oknami dialogowymi i kreatorami graficznymi. Zaawansowani użytkownicy preferują pracę z językiem poleceń (command syntax), która daje szersze możliwości dla zadań zarządzania danymi (pętle, struktury warunkowe, makrodefinicje). Język poleceń jest pierwotny wobec interfejsu, który z jądrem obliczeniowym komunikuje się za pośrednictwem tego języka. Możliwe jest generowanie poleceń z poziomu interfejsu (przycisk 'Wklej'), jak również wykorzystywanie tak wygenerowanych poleceń dla dalszej edycji. Od wersji SPSS 14 w obrębie poleceń SPSS możliwe jest korzystanie z języka Python. SPSS w wersji dla Windows zawiera również możliwość tworzenia skryptów z wykorzystaniem Sax Basic (dialekt Visual Basic), które bywają niekiedy przydatne w automatycznym przetwarzaniu raportów. SPSS for Windows zawiera również produkcyjny tryb pracy.
SPSS jest dostępny dla Microsoft Windows, Linux/Unix oraz Mac OS. Pracujący w architekturze rozproszonej SPSS Server jest dostępny dla platform Microsoft Windows, Sun Solaris, Red Hat Linux, IBM AIX, jego klientem może być jednak wyłącznie SPSS for Windows.
Pakiet SPSS for Windows obejmuje moduły:
- SPSS Base – moduł podstawowy – obejmuje niektóre analizy statystyczne (m.in. statystyki opisowe, analiza regresji, ANOVA, analiza skupień) oraz zarządzanie danymi (w tym pobieranie danych tekstowych oraz poprzez ODBC) i grafikę.
- SPSS Programmability Extension (od wersji 14) – dostępny bez dodatkowej opłaty po ściągnięciu ze stron producenta – umożliwia wykorzystanie języka Python oraz VB.NET (od wersji 15) w obrębie języka poleceń SPSS.
- SPSS Data Preparation (od wersji 14, gdzie nosił nazwę: Data Validation) – kontrola reguł logicznych w danych, wychwytywanie nietypowych obserwacji
- SPSS Regression Models – m.in. regresja logistyczna, WLS
- SPSS Advanced Models – m.in. ogólny model liniowy z powtarzanymi pomiarami, mieszane modele liniowe, analizy logliniowe, analiza przeżycia
- SPSS Decision Trees – CHAID, QUEST, C&RT
- SPSS Custom Tables – zestawienia tabelaryczne
- SPSS Exact Tests – testy dokładne
- SPSS Categories – skalowanie optymalne z Data Theory Group w Leiden
- SPSS Forecasting – analiza szeregów czasowych
- SPSS Conjoint
- SPSS Missing Value Analysis – imputacja braków danych (regresja, EM)
- SPSS Maps
- SPSS Complex Samples – poprawki dla złożonego doboru próby (statystyki opisowe, ogólny model liniowy, regresja logistyczna)
- SPSS Bootstrapping – szacowanie wyników w przełożeniu z próby na populację
- IBM SPSS Neural Networks – odkrywanie związków pomiędzy zmiennymi i ukrytych wzorców w danych
- Amos – Modelowanie równań strukturalnych w środowisku graficznym lub w Visual Basic – odrębna aplikacja.